# Complexe royal

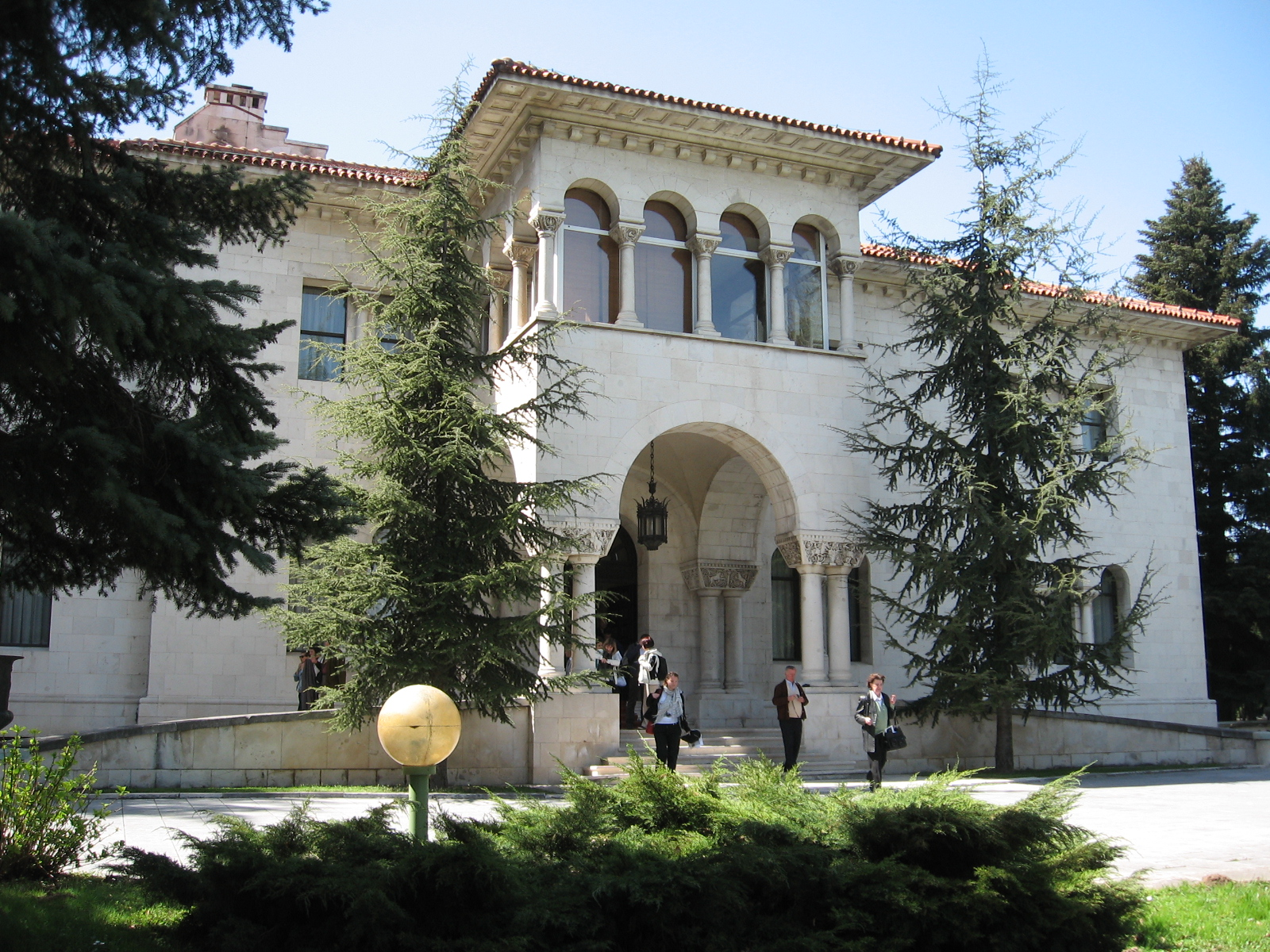
Le Palais royal

Le Complexe royal (en serbe cyrillique : Краљевски комплекс ; en serbe latin : Kraljevski kompleks) est un domaine royal serbe situé dans le quartier huppé de Dedinje à Belgrade. Il se compose de deux palais, le Palais royal (Kraljevski dvor) et le palais Blanc (Beli dvor). Le Palais royal, nommé parfois Vieux palais, car il fut construit avant le palais Blanc, ne doit pas être confondu avec le Stari dvor du centre de Belgrade qui accueille désormais l'assemblée de la ville de Belgrade. Le Complexe royal couvre une superficie de 100 hectares dont 27 entourent le Palais royal et 12 le palais Blanc. Il est aujourd'hui habité par le prince Alexandre de Yougoslavie et sa famille. Les bâtiments annexes comprennent les cuisines, les garages, les logements de la garde du palais et le bureau du maréchal de la Cour.

## Parcs et jardins

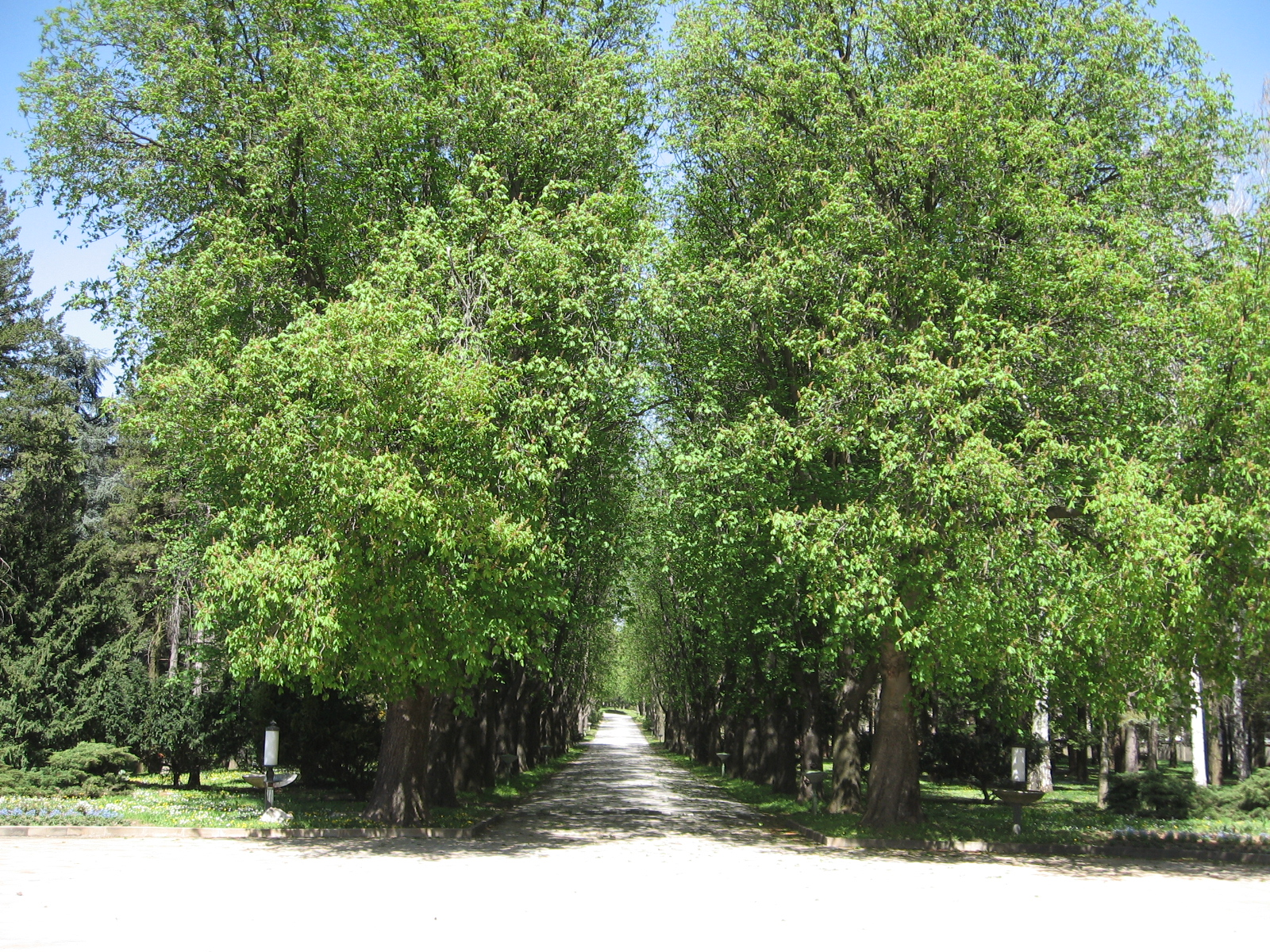
Une allée dans le parc

Le Complexe royal est couvert de parcs boisés selon le style des jardins anglais laissant la végétation s'épanouir naturellement. Aux alentours des palais, ce sont des jardins à la française où fleurs, buissons et arbres sont soigneusement taillés afin de créer des formes géométriques. 

## Maison de chaume

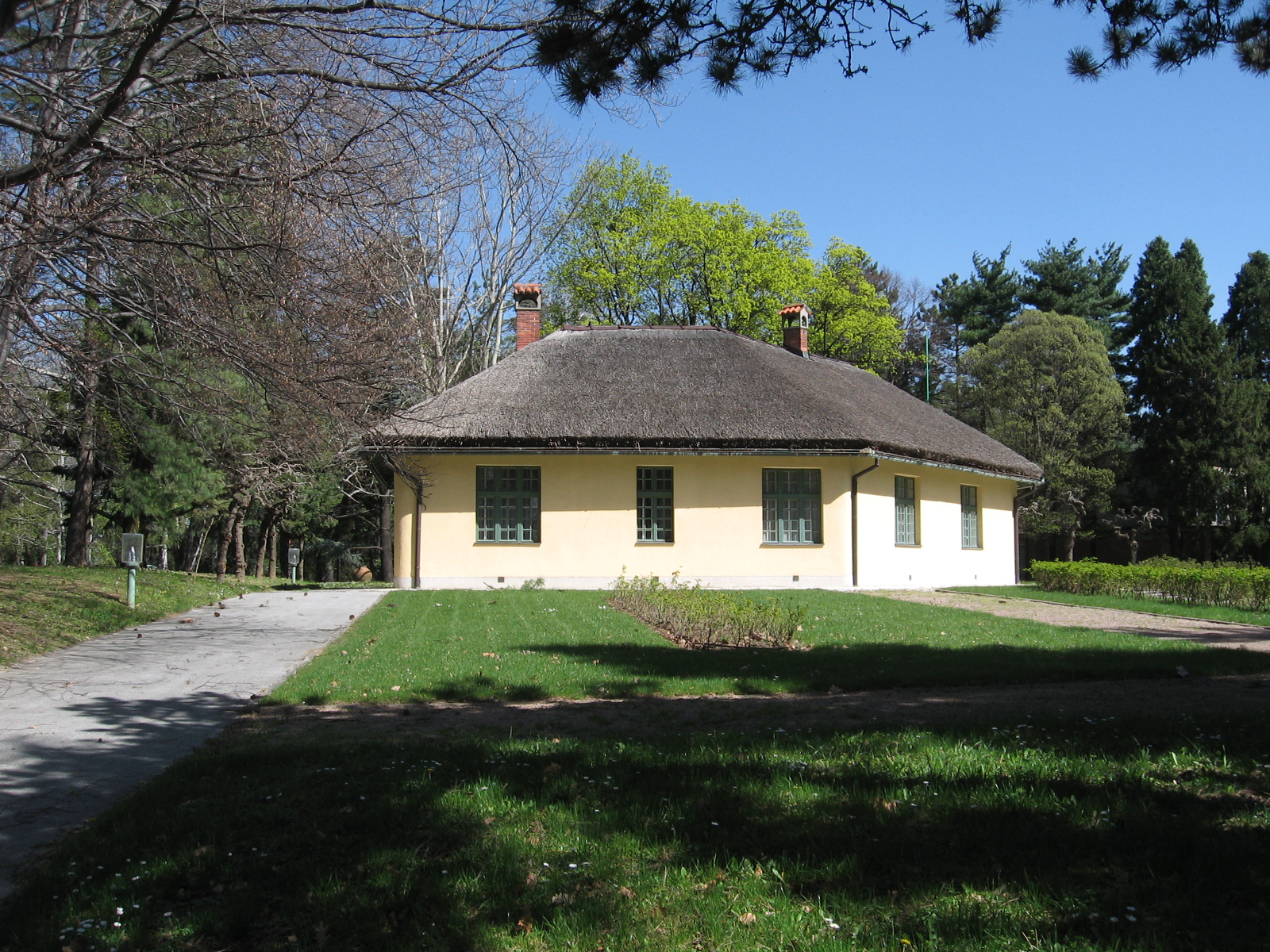
La maison de chaume

La maison de chaume (Slamnata kuća) est une pittoresque maison traditionnelle serbe au toit de chaume. Elle servit de lieu de résidence au roi Alexandre de Yougoslavie lorsqu'il supervisa la construction du Complexe royal. La chaumière servit également de maison d'étude aux trois enfants du roi et d'atelier d'art à la reine Marie. Elle est aujourd'hui utilisée pour recevoir les invités et les journalistes.

## Palais royal

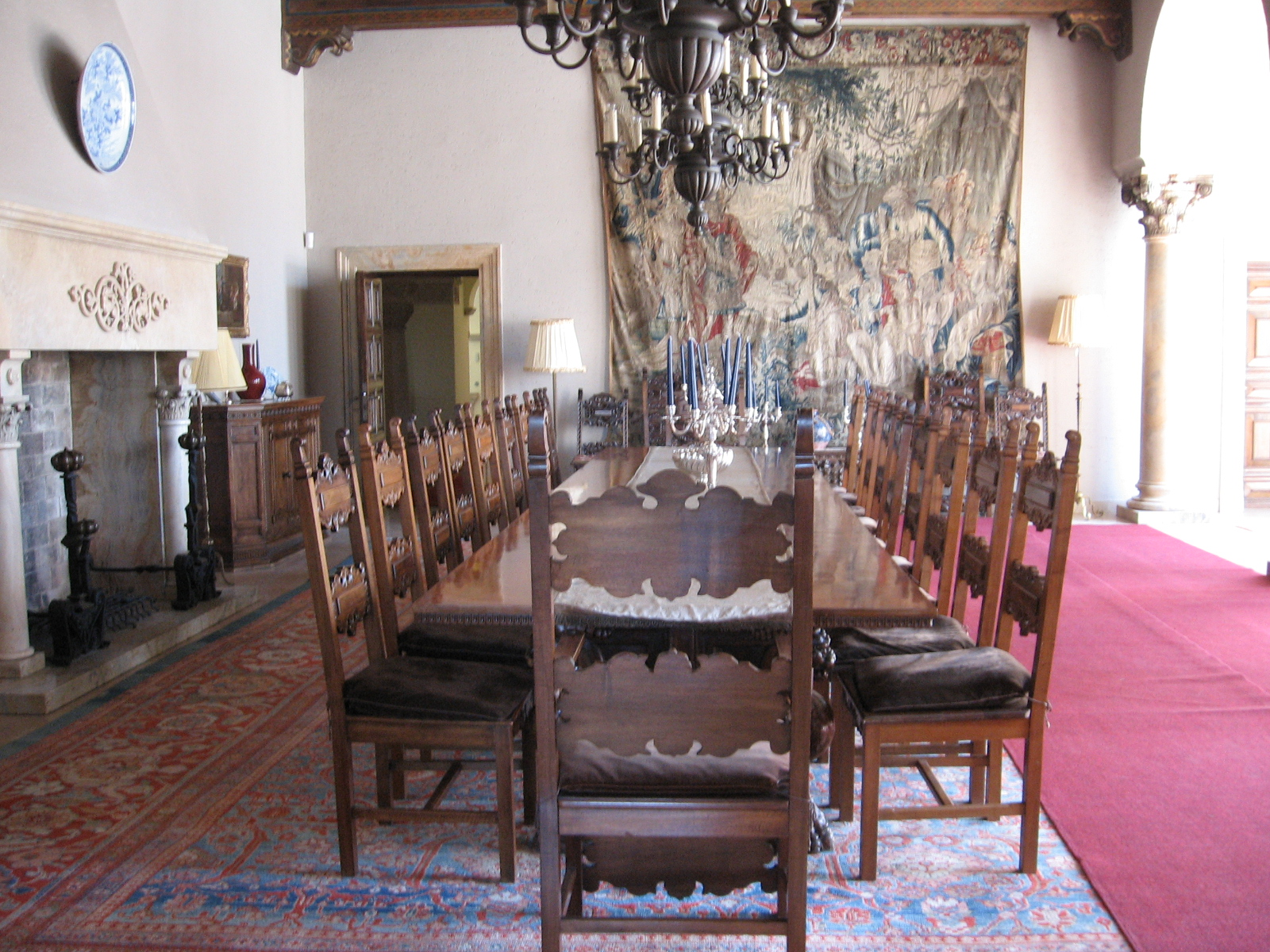
Salle à manger du palais royal

Le Palais royal (Kraljevski dvor) est une grande villa en stuc de style serbo-byzantin conçue par l'architecte serbe Živojin Nikolić assisté des architectes russes Nikolaï Krasnov et Victor Loukomsky. Il fut construit de 1924 à 1929 en tant que résidence du couple royal. Le palais est situé dans une zone calme, à l'écart du bruit de la ville et des yeux curieux.
Lors des visites organisées, les touristes peuvent admirer le hall d'entrée, de style médiéval serbe, le salon bleu, la salle à manger royale, la bibliothèque royale, la pièce centrale, le salon Palma il Vecchio, le bureau du roi et le sous-sol royal.

## Palais Blanc

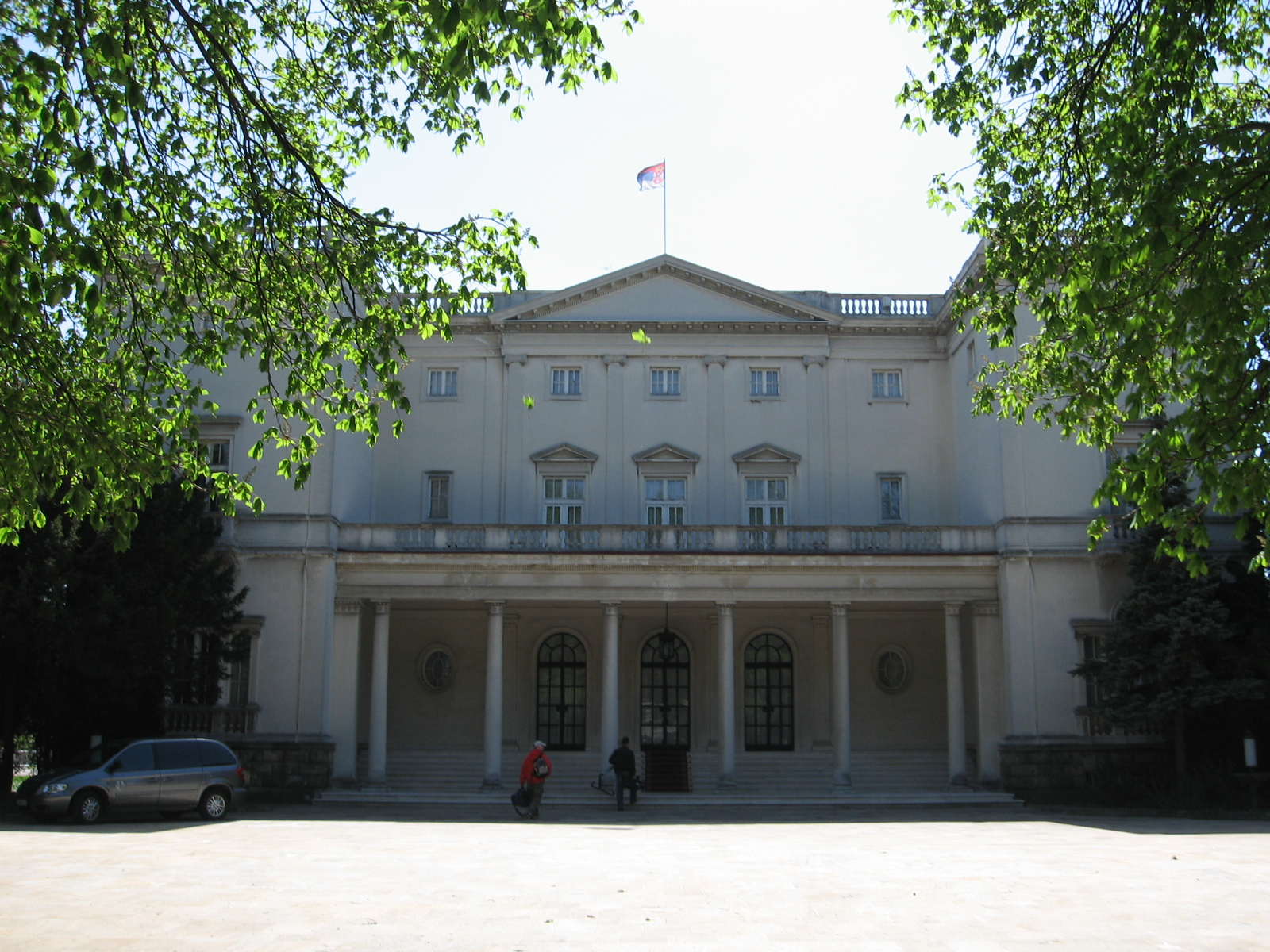
Le palais Blanc

Le palais Blanc fut achevé en 1936 et servit de résidence au prince régent Paul de Yougoslavie et sa famille. Le pouvoir communiste s'en empara après la Seconde Guerre mondiale. Il est aujourd'hui ouvert aux visites.

## Chapelle royale
La chapelle royale est consacrée au saint apôtre André le premier appelé, le saint patron de la famille royale yougoslave. Elle fut construite en même temps que le Palais royal et lui est attachée via une colonnade formée d'arches semi circulaires offrant une vue magnifique sur les quartiers nord, sud et ouest de Belgrade et les jardins de roses en terrasse. La chapelle arbore de nombreuses fresques peintes par des artistes russes venus spécialement en Serbie et ayant recopiés les fresques les plus fameuses des monastères orthodoxes serbes. La décoration fut choisie par le roi Alexandre Ier avec l'aide de l'architecte russe Nikolaï Krasnov. Durant la période communiste, la chapelle fut désacralisée et servit d'entrepôt pour les femmes de ménage et les jardiniers. Les signes les plus évidents de désacralisation sont une empreinte de balle tirée sur le front du Christ et des griffures sur les ailes d'un ange, représentant le symbolique "meurtre du Christ" communiste. La chapelle est aujourd'hui utilisée par la famille royale, principalement pendant les fêtes de Pâques, Noël et Slava.

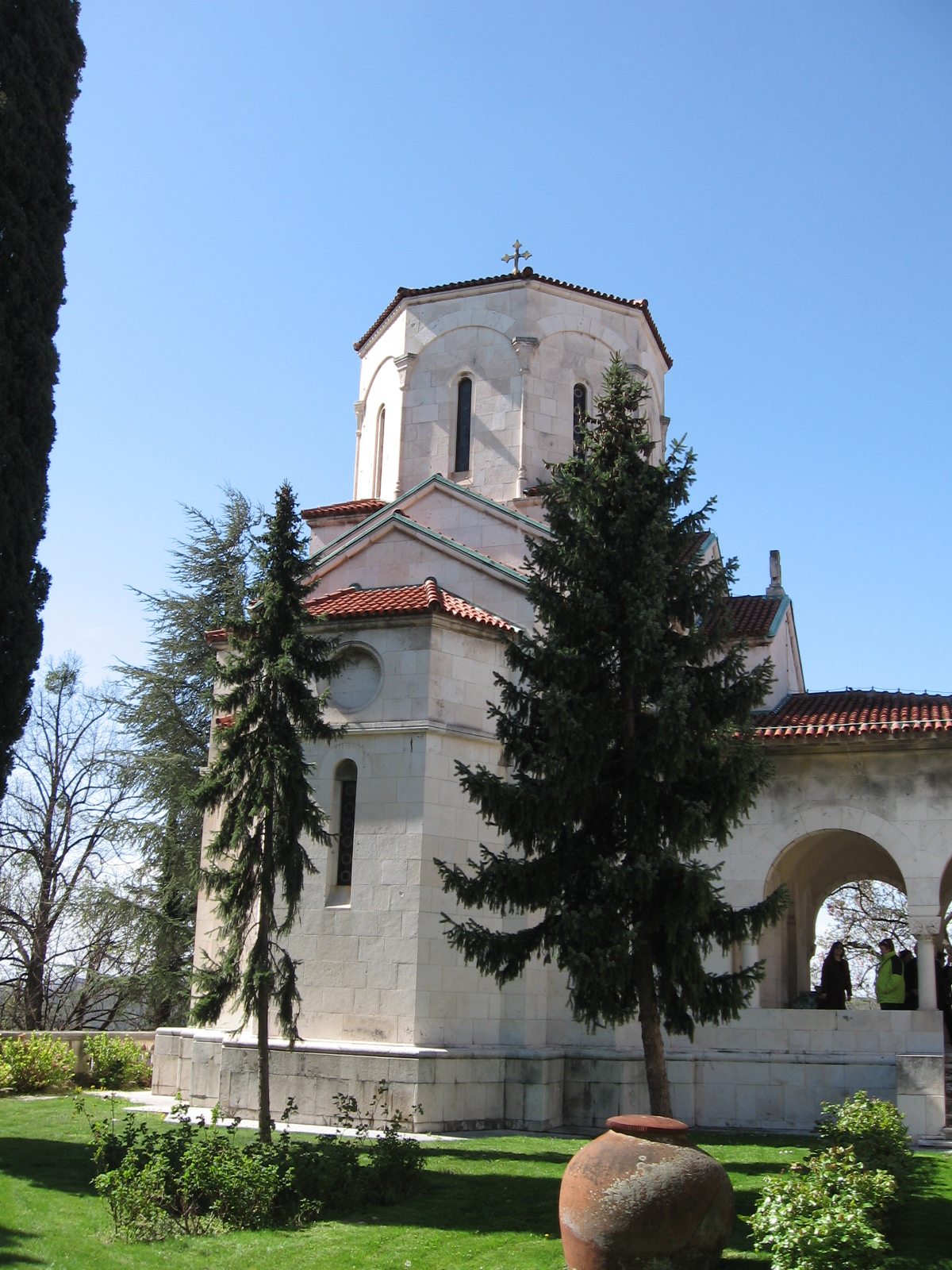
La chapelle royale